# Хемоинформатика
Хемоинформатика (химическая информатика, молекулярная информатика) — применение методов информатики для решения химических проблем.
Сферы приложения хемоинформатики: прогноз физико-химических свойств химических соединений (в частности, липофильности, водорастворимости), свойств материалов, токсикологическая и биологическая активность, ADME/T, экотоксикологические свойства, разработка новых лекарственных препаратов и материалов.

## Определение хемоинформатики
Термин Хемоинформатика был введён в употребление Ф. К. Брауном  в 1998 г.:

Хемоинформатика означает совместное использование информационных ресурсов для преобразования данных в информацию и информации в знания для быстрейшего принятия наилучших решений при поиске соединений-лидеров в разработке лекарств и их оптимизации.

В дальнейшем это определение было расширено Й. Гастайгером :

Хемоинформатика это применение методов информатики для решения химических проблем.

Г. Пэриз из компании «Новартис» дал следующее определение хемоинформатике :

Хемоинформатика это научная дисциплина, охватывающая дизайн, создание, организацию, управление, поиск, анализ, распространение, визуализацию и использование химической информации.

Согласно определению, данному А.Варнеком и И.Баскиным:

Хемоинформатика — это часть теоретической химии, базирующаяся на своей собственной молекулярной модели; в отличие от квантовой химии, в которой молекулы представлены как ансамбли электронов и ядер, и основанного на силовых полях молекулярного моделирования, имеющего дело с классическими «атомами» и «связями», хемоинформатика рассматривает молекулы как объекты в химическом пространстве.

Наиболее полное и развернутое определение хемоинформатики как научной дисциплины содержится в Декларации Обернэ:

Хемоинформатика это научная дисциплина, возникшая за последние 40 лет в пограничной области между химией и вычислительной математикой. Было осознано, что во многих областях химии огромный объем информации, накопленный в ходе химических исследований, может быть обработан и проанализирован только с помощью компьютеров. Более того, многие из проблем в химии настолько сложны, что для их решения требуются новые подходы, основанные на применении методов информатики. Исходя из этого, были разработаны методы для построения баз данных по химическим соединениям и реакциям, для прогнозирования физических, химических и биологических свойств соединений и материалов, для поиска новых лекарственных препаратов, анализа спектральной информации, для предсказания хода химических реакций и планирования органического синтеза.

## Хемоинформатика и другие науки
- Хемоинформатика, наряду с квантовой химией и молекулярным моделированием, является ветвью теоретической химии и областью вычислительной (компьютерной) химии.
- Хемоинформатика тесно связана с биоинформатикой, и между ними нет четкой границы. Биоинформатику можно считать частным случаем хемоинформатики для биологических макромолекул, а хемоинформатику — распространением биоинформатики на небиологические молекулы. Есть ряд областей, например, хемогеномика (chemogenomics), которые в равной степени относятся к биоинформатике и хемоинформатике.
- На пересечении хемоинформатики и фармакологии стоит медицинская (фармацевтическая) химия.
- На пересечении хемоинформатики и аналитической химии стоит хемометрика.
- Математические основы хемоинформатики, связанные с представлением химических соединений в виде молекулярных графов, занимается математическая химия.

## Основы
Хемоинформатика находится на пересечении химии и информатики. В основе хемоинформатики лежит представление о химическом пространстве — совокупности всех доступных химических объектов (химических соединений, реакций, смесей, растворов, каталитических систем, материалов и др.). Отличительной особенностью хемоинформатики является то, что в её рамках прогнозирование свойств химических объектов осуществляется путём переноса (интерполяции) известных значений свойств от сходных химических объектов. В большинстве случаев химические объекты представимы в виде молекулярных графов, и поэтому методы теории графов находят широкое применение в хемоинформатике. Традиционный подход к обработке химической информации, однако, состоит в отображении химического пространства на дескрипторное пространство, образуемое вычисляемыми для каждого химического объекта векторами молекулярных дескрипторов — числовых характеристик, описывающих химические объекты (в особенности, молекулярные графы). Это дает возможность применять методы математической статистики и машинного обучения (в том числе, интеллектуального анализа данных) для работы с химическими объектами.
Основы хемоинформатики изложены в учебных пособиях, монографиях и обзорных статьях.

## Основные разделы

### Компьютерное представление химической информации
В хемоинформатике для внутреннего представления структур химических соединений обычно используются молекулярные графы, которые могут быть при необходимости дополнены информацией о трехмерных координатах атомов, а также о динамике их изменения во времени. Долговременное хранение химической информации и обмен ею между приложениями осуществляется при помощи файлов, организованных в соответствии с типами внешнего представления химической информации.
Простейшим типом внешнего представления структур химических соединений являются линейные нотации в виде строки символов. Исторически первым видом линейных нотаций явилась Линейная нотация Висвессера (WLN). В настоящее время наиболее распространённой видом линейных нотаций являются строки SMILES. Кроме того, применяются также линейные нотации SLN (Sybyl Line Notation, Tripos, Inc.; содержит также возможность сппецификации структур Маркуша), SMARTS (расширение SMILES для поисковых запросов к химическим базам данных), ROSDAL. Для кодировки химических структур ИЮПАК предложил универсальную линейную нотацию InChI.
Второй тип внешнего представления структур химических соединений и реакций между ними основан на непосредственном кодировании матрицы смежности молекулярного графа. Такие распространённые форматы как MOL, SDF и RDF, которые в настоящее время являются стандартными для обмена химической информацией, можно считать способами представления в виде текстового файла матрицы смежности молекулярного графа. Этой же целью служат и специфические форматы MOL2, HIN, PCM и др., предназначенные для работы с распространёнными программами по молекулярному моделированию.
Наконец, третий тип внешнего представления структур химических соединений основан на технологии XML. Наиболее распространённым языком описания химической информации, опирающимся на эти принципы, является CML.
Компьютерное представление химической информации подробно рассмотрено в учебном пособии.

### Создание и управление базами данных по химии
Особенностью управления базами данных по химии является то, что оно обеспечивает следующие виды поиска, характерные для химической информации:
1. Поиск идентичной химической структуры, контроль за дубликатами
2. Подструктурный поиск
3. Поиск по молекулярному подобию
4. Поиск фармакофора
5. Поиск по структурам Маркуша

Программное обеспечение для работы с базами данных химических структур (хранение, поиск):
1. ISIS/Host, ISIS/Base (www.mdli.com)
2. ChemFinder, ChemOffice (www.cambridgesoft.com)
3. JChem (www.chemaxon.com)
4. THOR (www.daylight.com)
5. MOE (www.chemcomp.com)
6. ICM Pro (под mySQL) (www.molsoft.com)
7. CheD (Сергей Трепалин)
8. UNITY (www.tripos.com)
9. OrChem (orchem.sourceforge.net)
10. Bingo (ggasoftware.com/opensource/bingo)
11. Pgchem::tigress (pgfoundry.org/projects/pgchem)

Публичные базы данных, содержащие химическую информацию:
1. PubChem (pubchem.ncbi.nlm.nih.gov)
2. ZINC (zinc.docking.org)
3. NCI (129.43.27.140/ncidb2  (недоступная ссылка с 13-05-2013 [4308 дней] — история))
4. DrugBank (www.drugbank.ca)
5. BindingDB (www.bindingdb.org)
6. DUD (dud.docking.org)
7. ChemSpider (www.chemspider.com)
8. ChEMBL (www.ebi.ac.uk)
9. ChEBI (www.ebi.ac.uk)

Базы данных по химии подробно рассмотрены в учебном пособии.

### Прогнозирование свойств химических соединений и материалов
Прогнозирование свойств химических соединений в хемоинформатике основано на применении методов математической статистики и машинного обучения для построения моделей, позволяющих по описанию структур химических соединений предсказывать их свойства (физические, химические, биологическую активность). За моделями, позволяющими прогнозировать количественные характеристики биологической активности, исторически закрепилось англоязычное название Quantitative Structure-Activity Relationship (QSAR). Аббревиатура QSAR часто трактуется расширенно для обозначения любых моделей структура-свойство.

### Фармакофоры и фармакофорный поиск
Фармакофор — это набор пространственных и электронных признаков, необходимых для обеспечения оптимальных супрамолекулярных взаимодействий со специфической биологической мишенью, которые могут вызывать (или блокировать) её биологический ответ. При фармакофорном поиске проводится поиск соответствия между описанием фармакофора и характеристиками молекул из базы данных, находящихся в допустимых конформациях.

### Молекулярное подобие и поиск по молекулярному подобию
Молекулярное подобие (или химическое подобие) — это близость, сходство, подобие структур химических соединений. В качестве количественной меры молекулярного подобия часто рассматривается величина, возрастающая с уменьшением расстояния между химическими соединениями в дескрипторном пространстве. Поиск по химическому подобию основан на предположении о том, что подобные соединения обладают подобной биологической или каталитической активностью.

### Виртуальный скрининг
Виртуальный скрининг — это вычислительная процедура, которая включает автоматизированный просмотр базы данных химических соединений и отбор тех из них, для которых прогнозируется наличие желаемых свойств. Чаще всего виртуальный скрининг применяется при разработке новых лекарственных препаратов для поиска химических соединений, обладающих нужным видом биологической активности.

### Компьютерный синтез
Компьютерный синтез — область хемоинформатики, охватывающая методы, алгоритмы и реализующие их компьютерные программы, оказывающие помощь химику в планировании синтеза органических соединений, прогнозировании результатов и дизайне новых типов органических реакций на основе обобщения данных по известным синтетическим превращениям.

### Визуализация и исследование химического пространства
Одной из центральных задач хемоинформатики является визуализация и составление карт химического пространства, навигация и выявление неисследованных зон в нем . Анализ химического пространства обычно бывает основан либо на представлении химических объектов (структур и реакций) в виде векторов дескрипторов фиксированного размера, либо на описании химических объектов при помощи молекулярных графов. В последнем случае для представления химического пространства часто используются деревья молекулярных остовов.

### Молекулярный дизайн химических соединений с заданными свойствами
Одной из важнейших задач хемоинформатики является молекулярный дизайн химических соединений с заданными свойствами. Под этим понимается направленная генерация структур химических соединений (молекулярных графов), которые, в соответствии с теми или иными моделями, должны обладать набором заранее заданных свойств. При использовании для этой цели моделей QSAR и QSPR, полученных в результате поиска количественных соотношений структура-свойство, то говорят об "обратном QSAR", "обратном QSPR", либо о решении обратной задачи в проблеме структура-свойство. Эти подходы основаны на использовании генераторов молекулярных графов. При использовании физической модели, описывающей взаимодействие лиганд-белок, говорят о методах дизайна химических структур de novo.

## Научные журналы
- Journal of Chemical Information and Modeling
- Molecular Informatics
- Journal of Cheminformatics
- Journal of Computer-Aided Molecular Design
- SAR & QSAR in Environmental Research